# 大正用水
大正用水（たいしょうようすい）は、群馬県中南部を流れる農業用水路。

## 概要
渋川市北橘町下箱田で利根川を水源とする広桃用水から分水し、赤城山南麓を等高線に沿って東南東に流下し、伊勢崎市香林町で早川に合流する延長約24キロメートルを幹線とする。旧勢多郡芳賀村、桂萱村、大胡町、城南村、粕川村、旧佐波郡赤堀町で分水され、これらの地域を受益地とする。支線水路は伊勢崎市香林町で分岐する管渠で延長8キロメートル。

## 沿革
- 1900年（明治33年） - 藪塚本町の伏島近蔵が測量のため私財3千円を投じたが、計画は実現しなかった[4]。
- 1917年（大正6年） - 農商務省技官可知貫一らが現地調査を行う[5]。
- 1918年（大正7年）12月 - 同年の旱魃を契機に、群馬県会で用水路開鑿を県営事業として実施することを議決[1][2]。
- 1919年（大正8年）10月 - 農商務省農務局が出版した『群馬県勢多・佐波・新田三郡土地利用計画書』に構想が掲載。10か年計画で事業費は700万円であった[5]。
- 1926年（大正15年）10月 - 大正用水期成会結成[6]。
- 1943年（昭和18年）4月 - 興亜大正用水耕地整理組合設立[1][7]。
- 1944年（昭和19年）7月21日 - 農地開発営団の事業として大胡町千貫沼で起工式[8]。業者のみならず受益地農民、学徒勤労奉仕、軍隊などを動員して施工された[9]。
- 1947年（昭和22年）9月30日 - 農地開発営団閉鎖。農林省大正用水農業水利改良事業として国営事業となる[10]。
- 1950年（1950年）4月 - 県営に移管[1]。
- 1952年（昭和27年）3月 - 竣工[1]。
- 1978年（昭和53年）県営坂東合口第二事業が完成し、竣工式が前橋商工会議所で挙行される[11]。